# Панаїт Володимир Венедиктович
Володимир Венедиктович Панаїт (8 жовтня 1926, місто Лисичанськ, тепер Луганської області — 24 серпня 2011, місто Сєверодонецьк Луганської області) — український радянський діяч, начальник комбінату «Ворошиловградхімбуд». Депутат Верховної Ради УРСР 11-го скликання.

## Біографія
З 1943 року — монтер зв'язку Сєверодонецької ДРЕС Ворошиловградської області.
Закінчив Харківський політехнічний інститут імені Леніна.
У 1953—1959 роках — майстер, виконроб, старший виконроб Лисичанського монтажного управління № 6 тресту «Промхіммонтаж» у місті Сєверодонецьку Луганської області.
Член КПРС з 1957 року.
У 1959—1961 роках — секретар партійної організації Лисичанського спеціалізованого управління № 6 тресту «Промхіммонтаж». У 1961—1963 роках — начальник Сєверодонецького спеціалізованого управління № 12 тресту «Промхіммонтаж».
У 1963—1976 роках — керуючий тресту «Промхіммонтаж» Ворошиловградської області.
У 1976—1991 роках — начальник комбінату «Ворошиловградхімбуд» Ворошиловградської (Луганської) області.
З 1991 року — на пенсії в місті Сєверодонецьк Луганської області.

## Нагороди
- Орден Леніна
- Три ордени Трудового Червоного Прапора
- Заслужений будівельник Української РСР
- Почесний громадянин міста Сєверодонецьк (10.05.1994)